# Hemiloapis endyba
Hemiloapis endyba là một loài bọ cánh cứng trong họ Cerambycidae.